# Toray Pan Pacific Open 1982
Il Toray Pan Pacific Open 1982 è stato un torneo di tennis giocato sul cemento. È stata la 7ª edizione del Toray Pan Pacific Open, che fa parte del WTA Tour 1982. Si è giocato al Tokyo Metropolitan Gymnasium di Tokyo, in Giappone, dal 9 al 16 settembre 1982.

## Campionesse

### Singolare
Bettina Bunge ha battuto in finale  Barbara Potter con il punteggio di 7–6, 6–2

### Doppio
- Doppio non disputato